# Баллон (Приморская Шаранта)
Балло́н (фр. Ballon) — коммуна во Франции, находится в регионе Пуату — Шаранта. Департамент коммуны — Приморская Шаранта. Входит в состав кантона Эгрефёй-д’Они. Округ коммуны — Рошфор.
Код INSEE коммуны — 17032.

## Население
Население коммуны на 2010 год составляло 740 человек.
| 1962 | 1968 | 1975 | 1982 | 1990 | 1999 | 2010 |
| ---- | ---- | ---- | ---- | ---- | ---- | ---- |
| 366  | 345  | 378  | 432  | 482  | 526  | 740  |

## Экономика
В 2010 году среди 480 человек трудоспособного возраста (15—64 лет) 377 были экономически активными, 103 — неактивными (показатель активности — 78,5 %, в 1999 году было 69,9 %). Из 377 активных жителей работали 330 человек (183 мужчины и 147 женщин), безработных было 47 (23 мужчины и 24 женщины). Среди 103 неактивных 26 человек были учениками или студентами, 44 — пенсионерами, 33 были неактивными по другим причинам.